# À l'attaque !
À l'attaque ! és una pel·lícula francesa dirigida per Robert Guédiguian el 1999 i estrenada el 2000. Aquesta és l'última part dels seus "Contes de l'Estaca", després de L'argent fait le bonheur i Marius i Jeanette.

## Argument
Dos guionistes decideixen escriure una pel·lícula política amb el petit món de Garage Moliterno & Cie, a L'Estaca. A poc a poc, configuren l'escenari, donen vida i profunditat als personatges i posen a prova diferents variacions de la seva trama, en una versió original de la pel·lícula "paral·lela a la pel·lícula, acompanyats de la seva reflexió de Jeanigi de la Lola i la Marthe, que s'enfronten a dificultats provocades per les factures impagades d'una multinacional.

## Repartiment
- Ariane Ascaride : Lola
- Jean-Pierre Darroussin : Jean-Do
- Gérard Meylan : Gigi
- Pierre Banderet : Monsieur Moreau
- Frédérique Bonnal : Marthe
- Patrick Bonnel : Henri el vagabund
- Jacques Boudet : Pépé Moliterno
- Alain Lenglet : Neils, el banquer
- Jacques Pieiller : Xavier
- Denis Podalydès : Yvan
- Laetitia Pesenti : Vanessa
- Miloud Nacer : Mouloud
- Pascale Roberts : la mare d'Henri
- Christine Brücher : Madame Moreau
- Dunnara Meas : Shangaï
- Danielle Stefan : la banquera
- Jean-Jérôme Esposito : rl comptable de Monsieur Moreau
- Francis Caviglia : el vell del Solex
- Jacques Germain: presentador de televisió
- Romane Dahan : el bebè

## Sobre la pel·lícula
Robert Guédiguian es lliura a aquesta pel·lícula en un joc narratiu basat en una mise en abime que examina el complex procés de creació d'una història. Una manera maligna de qüestionar la visió de la petita burgesia sobre la classe obrera, de donar profunditat a aquells que fan viure a L'Estaca i a qui s'imagina una rebel·lió progressiva contra un capitalisme creixent.
Tot i que els dos guionistes són ficticis, pensem en el duet format per Jean-Louis Milesi i Robert Guédiguian, que van escriure onze pel·lícules junts, començant per L'argent fait le bonheur, el primer Conte de l'Estaca.